# 石塚綜一郎
石塚 綜一郎（いしづか そういちろう、2001年6月7日 - ）は、秋田県秋田市出身のプロ野球選手（捕手）。右投右打。福岡ソフトバンクホークス所属。

## 経歴

### プロ入り前
秋田市立岩見三内小学校3年生から軟式野球を始め、秋田市立岩見三内中学校では硬式野球クラブ「秋田南リトルシニア」に所属する。
岩手県北上市の岩手県立黒沢尻工業高等学校に進学。1年生の春から三塁手として出場し、2年生の秋にはチームの正捕手となる。甲子園には出場経験は無いが、3年生の夏の第101回全国高等学校野球選手権岩手大会において同校36年ぶりのベスト4に進出する。準決勝の対花巻東高等学校戦において、先発投手として登板し、3番打者として1打点を挙げるも5対11で敗退した。
2019年10月17日に行われたプロ野球ドラフト会議にて、福岡ソフトバンクホークスから育成ドラフト1位指名され、11月12日、秋田市市内にて入団交渉を行い、支度金300万円、年俸360万円（金額は推定）で契約合意に達した。背番号は121。

### プロ入り後
2020年、二軍公式戦の出場は無かったが、三軍戦において40試合に出場し、打率.185、1本塁打、12打点を記録した。
2021年、二軍公式戦に6試合出場。三軍戦では72試合に出場し、打率.337、3本塁打、27打点を記録した。
2022年、二軍公式戦に25試合に出場し、打率.259、2本塁打、11打点。三軍戦では66試合に出場し、打率.238、6本塁打、36打点を記録した。
2023年、二軍公式戦5試合に出場。三軍・四軍戦では、114試合に出場し、打率.280、22本塁打、79打点を記録した。
2024年、7月24日に支配下登録されたことが発表された。背番号は55。8月21日の東北楽天ゴールデンイーグルス戦（楽天モバイルパーク宮城）で2回内星龍から初安打、5回内から初本塁打を放った。8月31日の千葉ロッテマリーンズ戦（ZOZOマリンスタジアム）で6回二死二・三塁でメルセデスから左前に決勝の2点適時打を放った。

## 選手としての特徴
高校通算39本塁打、投手として球速143km/hを記録するなど地肩の強さを持つ。
育成選手時代から死球を受けることが多く、参考記録だが2023年に三軍・四軍戦で33死球を記録している（NPBにおけるシーズン最多記録は2007年のラロッカ（当時オリックス）の28死球）。

## 詳細情報

### 年度別打撃成績
| 年 度     | 球 団        | 試 合 | 打 席 | 打 数 | 得 点 | 安 打 | 二 塁 打 | 三 塁 打 | 本 塁 打 | 塁 打 | 打 点 | 盗 塁 | 盗 塁 死 | 犠 打 | 犠 飛 | 四 球 | 敬 遠 | 死 球 | 三 振 | 併 殺 打 | 打 率 | 出 塁 率 | 長 打 率 | O P S |
| --------- | ------------ | ----- | ----- | ----- | ----- | ----- | -------- | -------- | -------- | ----- | ----- | ----- | -------- | ----- | ----- | ----- | ----- | ----- | ----- | -------- | ----- | -------- | -------- | ----- |
| 2024      | ソフトバンク | 15    | 39    | 31    | 2     | 6     | 0        | 0        | 1        | 9     | 6     | 0     | 0        | 0     | 1     | 3     | 0     | 4     | 10    | 0        | .194  | .333     | .290     | .624  |
| 通算：1年 | 通算：1年    | 15    | 39    | 31    | 2     | 6     | 0        | 0        | 1        | 9     | 6     | 0     | 0        | 0     | 1     | 3     | 0     | 4     | 10    | 0        | .194  | .333     | .290     | .624  |

- 2024年度シーズン終了時

### 年度別守備成績
| 年 度 | 球 団        | 一塁  | 一塁  | 一塁  | 一塁  | 一塁  | 一塁     |
| 年 度 | 球 団        | 試 合 | 刺 殺 | 補 殺 | 失 策 | 併 殺 | 守 備 率 |
| ----- | ------------ | ----- | ----- | ----- | ----- | ----- | -------- |
| 2024  | ソフトバンク | 11    | 54    | 4     | 1     | 4     | .983     |
| 通算  | 通算         | 11    | 54    | 4     | 1     | 4     | .983     |

- 2024年度シーズン終了時

### 記録
初記録
- 初出場・初先発出場：2024年8月14日、対埼玉西武ライオンズ19回戦（ベルーナドーム）、「7番・一塁手」で先発出場
- 初打席：同上、2回表に隅田知一郎から空振り三振[20]
- 初安打：2024年8月21日、対東北楽天ゴールデンイーグルス20回戦（楽天モバイルパーク宮城）、2回表に内星龍から中前安打[21]
- 初本塁打・初打点：同上、5回表に内星龍から左越ソロ[22]

### 背番号
- 121（2020年[7] - 2024年7月23日）
- 55（2024年7月24日[16] - ）

### 登場曲
- 「プロミスザスター」BiSH（2020年）
- 「はじまり」BLUE ENCOUNT（2020年）
- 「Mission:Impossible Theme」SCHIFRIN, Lalo（2021年）
- 「One My Dreamer」ボンボンTV（2021年）
- 「ヒーローワナビー」BiSH（2022年）
- 「STACKiNG」BiSH（2022年）
- 「MUST GO」豆柴の大群（2023年 - ）
- 「STORY OF DUTY」BiSH（2023年 - ）